# Herb gminy Łukowa
Herb gminy Łukowa – jeden z symboli gminy Łukowa, autorstwa Kamila Wójcikowskiego i Roberta Fidury, ustanowiony 26 sierpnia 2016.

## Wygląd i symbolika
Herb przedstawia na tarczy  w polu czerwonym od czoła dwie lilie srebrne z łodyżkami i pręcikami złotymi, pod podstawy dwie kopie złote w krzyż skośny, na których trzecia takaż kopia na opak. Dwie lilie, czyli symbole maryjne, symbolizują dwa kościoły parafialne zlokalizowane na terenie gminy Łukowa: Wniebowzięcia Najświętszej Marii Panny w Łukowej oraz nieistniejącą już cerkiew Narodzenia Najświętszej Marii Panny w Chmielku. Trzy skrzyżowane kopie pochodzą z herbu Jelita rodu Zamojskich i przypominają, że cały obszar dzisiejszej gminy znajdował się w przeszłości na terenie Ordynacji Zamojskiej.

## Historia
Projekt herbu gminy Łukowa został wyłoniony w konkursie ogłoszonym przez władze gminy w połowie 2015 roku. Wybrany projekt, po pozytywnym zaopiniowaniu przez Komisję Heraldyczną, został przyjęty 26 sierpnia 2016.